# 64295 Tangtisheng
64295 Tangtisheng è un asteroide della fascia principale. Scoperto nel 2001, presenta un'orbita caratterizzata da un semiasse maggiore pari a 2,3124935 UA e da un'eccentricità di 0,1693980, inclinata di 4,03336° rispetto all'eclittica.